# Bigenditia
Bigenditia là một chi nhện trong họ Lamponidae.